# إسطركن إكوادوري
إسطركن إكوادوري (الاسم العلمي:Strychnos ecuadoriensis) هو نوع من النباتات يتبع جنس الإسطركن من الفصيلة اللوغانية.